# Coupe de France féminine de basket-ball 2013-2014
Navigation
2012-2013 2014-2015
La Coupe de France féminine de basket-ball 2013-2014 est la 37e édition de la Coupe de France, également dénommée Trophée Joë Jaunay. Elle oppose 32 équipes professionnelles et amatrices françaises sous forme d'un tournoi à élimination directe. La compétition se déroule du 8 octobre 2013 au 10 mai 2014, date de la finale au stade Pierre-de-Coubertin.
Lattes Montpellier est le tenant du titre mais est éliminé en demi-finale par Bourges qui remporte la huitième coupe de son histoire en battant Villeneuve-d'Ascq en finale.

## Calendrier
| Tour | Nom              | Dates                   | Participants | Vainqueurs |
| 1    | 16e de finale    | du 8 au 17 octobre 2013 | 32           | 16         |
| 2    | 8e de finale     | 29 et 30 octobre 2013   | 16           | 8          |
| 3    | Quarts de finale | 25 et 26 janvier 2014   | 8            | 4          |
| 4    | Demi-finales     | 15 et 16 février 2014   | 4            | 2          |
| 5    | Finale           | 10 mai 2014             | 2            | 1          |

## Résultats

### Seizièmes de finale
| Date            | Club (division)                         | Résultat | Club (division)                 |
| --------------- | --------------------------------------- | -------- | ------------------------------- |
| 8 octobre 2013  | Reims BF (LF2)                          | 55 - 88  | Flammes Carolo (LFB)            |
| 8 octobre 2013  | AL Aplemont Le Havre (LF2)              | 64 - 56  | Dunkerque-Malo BC (LF2)         |
| 9 octobre 2013  | Strasbourg Illkirch-Graffenstaden (LF2) | 54 - 49  | C' Chartres (LF2)               |
| 9 octobre 2013  | BC Saint-Paul Rezé (NF1)                | 67 - 85  | Nantes Rezé Basket (LFB)        |
| 15 octobre 2013 | La Tronche Meylan Basket (NF1)          | 46 - 70  | Toulouse Métropole Basket (LFB) |
| 15 octobre 2013 | Léon Trégor Basket 29 (LF2)             | 57 - 85  | ESB Villeneuve-d'Ascq (LFB)     |
| 15 octobre 2013 | CJS Geispolsheim (NF1)                  | 62 - 73  | Saint-Amand Hainaut (LFB)       |
| 15 octobre 2013 | COB Calais (LF2)                        | 66 - 83  | Arras Pays d'Artois (LFB)       |
| 16 octobre 2013 | CA Saint-Étienne (NF1) - forfait        | 0 - 20   | Lattes Montpellier (LFB)        |
| 16 octobre 2013 | Centre fédéral de basket-ball (LF2)     | 23 - 95  | Tango Bourges (LFB)             |
| 16 octobre 2013 | Limoges ABC (LF2)                       | 32 - 91  | Basket Landes (LFB)             |
| 16 octobre 2013 | Fémina Wasquehal Basket (NF1)           | 46 - 87  | USO Mondeville (LFB)            |
| 16 octobre 2013 | Roche Vendée (LF2)                      | 48 - 77  | Tarbes Gespe Bigorre (LFB)      |
| 16 octobre 2013 | Pays d'Aix Basket 13 (LF2)              | 52 - 81  | Lyon Basket Féminin (LFB)       |
| 16 octobre 2013 | Charnay Basket Bourgogne Sud (LF2)      | 55 - 57  | Cavigal Nice 06 (LFB)           |
| 17 octobre 2013 | Élan béarnais Pau-Lacq-Orthez (LF2)     | 56 - 72  | Angers UFB 49 (LFB)             |

### Tableau final
|  | Huitièmes de finale     | Huitièmes de finale               | Huitièmes de finale     | Huitièmes de finale       |     |                           | Quarts de finale        | Quarts de finale        | Quarts de finale        | Quarts de finale        |  |  | Demi-finales            | Demi-finales            | Demi-finales            | Demi-finales            |  |  | Finale              | Finale              | Finale              | Finale              |
|  |                         |                                   |                         |                           |     |                           |                         |                         |                         |                         |  |  |                         |                         |                         |                         |  |  |                     |                     |                     |                     |
|  | 29 octobre 2013 à 20h00 | 29 octobre 2013 à 20h00           | 29 octobre 2013 à 20h00 | 29 octobre 2013 à 20h00   |     |                           | 26 janvier 2014 à 15h30 | 26 janvier 2014 à 15h30 | 26 janvier 2014 à 15h30 | 26 janvier 2014 à 15h30 |  |  | 16 février 2014 à 15h00 | 16 février 2014 à 15h00 | 16 février 2014 à 15h00 | 16 février 2014 à 15h00 |  |  | 10 mai 2014 à 18h00 | 10 mai 2014 à 18h00 | 10 mai 2014 à 18h00 | 10 mai 2014 à 18h00 |
|  | LFB                     | Arras Pays d'Artois               | 64                      | 64                        |     |                           | 26 janvier 2014 à 15h30 | 26 janvier 2014 à 15h30 | 26 janvier 2014 à 15h30 | 26 janvier 2014 à 15h30 |  |  | 16 février 2014 à 15h00 | 16 février 2014 à 15h00 | 16 février 2014 à 15h00 | 16 février 2014 à 15h00 |  |  | 10 mai 2014 à 18h00 | 10 mai 2014 à 18h00 | 10 mai 2014 à 18h00 | 10 mai 2014 à 18h00 |
|  | LFB                     | Arras Pays d'Artois               | 64                      | 64                        |     |                           | 26 janvier 2014 à 15h30 | 26 janvier 2014 à 15h30 | 26 janvier 2014 à 15h30 | 26 janvier 2014 à 15h30 |  |  | 16 février 2014 à 15h00 | 16 février 2014 à 15h00 | 16 février 2014 à 15h00 | 16 février 2014 à 15h00 |  |  | 10 mai 2014 à 18h00 | 10 mai 2014 à 18h00 | 10 mai 2014 à 18h00 | 10 mai 2014 à 18h00 |
|  | LFB                     | ESB Villeneuve-d'Ascq             | 79                      | 79                        |     |                           | 26 janvier 2014 à 15h30 | 26 janvier 2014 à 15h30 | 26 janvier 2014 à 15h30 | 26 janvier 2014 à 15h30 |  |  | 16 février 2014 à 15h00 | 16 février 2014 à 15h00 | 16 février 2014 à 15h00 | 16 février 2014 à 15h00 |  |  | 10 mai 2014 à 18h00 | 10 mai 2014 à 18h00 | 10 mai 2014 à 18h00 | 10 mai 2014 à 18h00 |
|  | LFB                     | ESB Villeneuve-d'Ascq             | 79                      | 79                        | LFB | ESB Villeneuve-d'Ascq     | 80                      | 80                      |                         |                         |  |  | 16 février 2014 à 15h00 | 16 février 2014 à 15h00 | 16 février 2014 à 15h00 | 16 février 2014 à 15h00 |  |  | 10 mai 2014 à 18h00 | 10 mai 2014 à 18h00 | 10 mai 2014 à 18h00 | 10 mai 2014 à 18h00 |
|  | 30 octobre 2013 à 20h00 |                                   |                         |                           | LFB | ESB Villeneuve-d'Ascq     | 80                      | 80                      |                         |                         |  |  | 16 février 2014 à 15h00 | 16 février 2014 à 15h00 | 16 février 2014 à 15h00 | 16 février 2014 à 15h00 |  |  | 10 mai 2014 à 18h00 | 10 mai 2014 à 18h00 | 10 mai 2014 à 18h00 | 10 mai 2014 à 18h00 |
|  |                         |                                   | LFB                     | Tarbes Gespe Bigorre      | 55  | 55                        |                         |                         |                         |                         |  |  | 16 février 2014 à 15h00 | 16 février 2014 à 15h00 | 16 février 2014 à 15h00 | 16 février 2014 à 15h00 |  |  | 10 mai 2014 à 18h00 | 10 mai 2014 à 18h00 | 10 mai 2014 à 18h00 | 10 mai 2014 à 18h00 |
|  | LFB                     | Tarbes Gespe Bigorre              | LFB                     | Tarbes Gespe Bigorre      | 55  | 55                        | 66                      | 66                      |                         |                         |  |  | 16 février 2014 à 15h00 | 16 février 2014 à 15h00 | 16 février 2014 à 15h00 | 16 février 2014 à 15h00 |  |  | 10 mai 2014 à 18h00 | 10 mai 2014 à 18h00 | 10 mai 2014 à 18h00 | 10 mai 2014 à 18h00 |
|  | LFB                     | Tarbes Gespe Bigorre              | 25 janvier 2014 à 20h00 |                           |     |                           | 66                      | 66                      |                         |                         |  |  | 16 février 2014 à 15h00 | 16 février 2014 à 15h00 | 16 février 2014 à 15h00 | 16 février 2014 à 15h00 |  |  | 10 mai 2014 à 18h00 | 10 mai 2014 à 18h00 | 10 mai 2014 à 18h00 | 10 mai 2014 à 18h00 |
|  | LFB                     | Nantes Rezé Basket                | 55                      | 55                        |     |                           |                         |                         |                         |                         |  |  | 16 février 2014 à 15h00 | 16 février 2014 à 15h00 | 16 février 2014 à 15h00 | 16 février 2014 à 15h00 |  |  | 10 mai 2014 à 18h00 | 10 mai 2014 à 18h00 | 10 mai 2014 à 18h00 | 10 mai 2014 à 18h00 |
|  | LFB                     | Nantes Rezé Basket                | 55                      | 55                        | LFB | ESB Villeneuve-d'Ascq     | 64                      | 64                      |                         |                         |  |  |                         |                         |                         |                         |  |  | 10 mai 2014 à 18h00 | 10 mai 2014 à 18h00 | 10 mai 2014 à 18h00 | 10 mai 2014 à 18h00 |
|  | 30 octobre 2013 à 20h00 |                                   |                         |                           | LFB | ESB Villeneuve-d'Ascq     | 64                      | 64                      |                         |                         |  |  |                         |                         |                         |                         |  |  | 10 mai 2014 à 18h00 | 10 mai 2014 à 18h00 | 10 mai 2014 à 18h00 | 10 mai 2014 à 18h00 |
|  |                         |                                   | LFB                     | Toulouse Métropole Basket | 55  | 55                        |                         |                         |                         |                         |  |  |                         |                         |                         |                         |  |  | 10 mai 2014 à 18h00 | 10 mai 2014 à 18h00 | 10 mai 2014 à 18h00 | 10 mai 2014 à 18h00 |
|  | LFB                     | Toulouse Métropole Basket         | LFB                     | Toulouse Métropole Basket | 55  | 55                        | 20                      | 20                      |                         |                         |  |  |                         |                         |                         |                         |  |  | 10 mai 2014 à 18h00 | 10 mai 2014 à 18h00 | 10 mai 2014 à 18h00 | 10 mai 2014 à 18h00 |
|  | LFB                     | Toulouse Métropole Basket         | 15 février 2014 à 20h30 |                           |     |                           | 20                      | 20                      |                         |                         |  |  |                         |                         |                         |                         |  |  | 10 mai 2014 à 18h00 | 10 mai 2014 à 18h00 | 10 mai 2014 à 18h00 | 10 mai 2014 à 18h00 |
|  | LFB                     | Cavigal Nice 06 - forfait         | 0                       | 0                         |     |                           |                         |                         |                         |                         |  |  |                         |                         |                         |                         |  |  | 10 mai 2014 à 18h00 | 10 mai 2014 à 18h00 | 10 mai 2014 à 18h00 | 10 mai 2014 à 18h00 |
|  | LFB                     | Cavigal Nice 06 - forfait         | 0                       | 0                         | LFB | Toulouse Métropole Basket | 70                      | 70                      |                         |                         |  |  |                         |                         |                         |                         |  |  | 10 mai 2014 à 18h00 | 10 mai 2014 à 18h00 | 10 mai 2014 à 18h00 | 10 mai 2014 à 18h00 |
|  | 30 octobre 2013 à 20h00 |                                   |                         |                           | LFB | Toulouse Métropole Basket | 70                      | 70                      |                         |                         |  |  |                         |                         |                         |                         |  |  | 10 mai 2014 à 18h00 | 10 mai 2014 à 18h00 | 10 mai 2014 à 18h00 | 10 mai 2014 à 18h00 |
|  |                         |                                   | LFB                     | UF Angers Basket 49       | 64  | 64                        |                         |                         |                         |                         |  |  |                         |                         |                         |                         |  |  | 10 mai 2014 à 18h00 | 10 mai 2014 à 18h00 | 10 mai 2014 à 18h00 | 10 mai 2014 à 18h00 |
|  | LFB                     | UF Angers Basket 49               | LFB                     | UF Angers Basket 49       | 64  | 64                        | 65                      | 65                      |                         |                         |  |  |                         |                         |                         |                         |  |  | 10 mai 2014 à 18h00 | 10 mai 2014 à 18h00 | 10 mai 2014 à 18h00 | 10 mai 2014 à 18h00 |
|  | LFB                     | UF Angers Basket 49               | 25 janvier 2014 à 20h00 |                           |     |                           | 65                      | 65                      |                         |                         |  |  |                         |                         |                         |                         |  |  | 10 mai 2014 à 18h00 | 10 mai 2014 à 18h00 | 10 mai 2014 à 18h00 | 10 mai 2014 à 18h00 |
|  | LFB                     | Basket Landes                     | 50                      | 50                        |     |                           |                         |                         |                         |                         |  |  |                         |                         |                         |                         |  |  | 10 mai 2014 à 18h00 | 10 mai 2014 à 18h00 | 10 mai 2014 à 18h00 | 10 mai 2014 à 18h00 |
|  | LFB                     | Basket Landes                     | 50                      | 50                        | LFB | ESB Villeneuve-d'Ascq     | 48                      | 48                      |                         |                         |  |  |                         |                         |                         |                         |  |  |                     |                     |                     |                     |
|  | 29 octobre 2013 à 20h00 |                                   |                         |                           | LFB | ESB Villeneuve-d'Ascq     | 48                      | 48                      |                         |                         |  |  |                         |                         |                         |                         |  |  |                     |                     |                     |                     |
|  |                         |                                   | LFB                     | Tango Bourges             | 57  | 57                        |                         |                         |                         |                         |  |  |                         |                         |                         |                         |  |  |                     |                     |                     |                     |
|  | LF2                     | AL Aplemont Le Havre              | LFB                     | Tango Bourges             | 57  | 57                        | 50                      | 50                      |                         |                         |  |  |                         |                         |                         |                         |  |  |                     |                     |                     |                     |
|  | LF2                     | AL Aplemont Le Havre              |                         |                           |     |                           |                         | 50                      |                         |                         |  |  |                         |                         |                         |                         |  |  |                     |                     |                     |                     |
|  | LFB                     | USO Mondeville                    | 76                      | 76                        |     |                           |                         |                         |                         |                         |  |  |                         |                         |                         |                         |  |  |                     |                     |                     |                     |
|  | LFB                     | USO Mondeville                    | 76                      | 76                        | LFB | USO Mondeville            | 61                      | 61                      |                         |                         |  |  |                         |                         |                         |                         |  |  |                     |                     |                     |                     |
|  | 30 octobre 2013 à 20h00 |                                   |                         |                           | LFB | USO Mondeville            | 61                      | 61                      |                         |                         |  |  |                         |                         |                         |                         |  |  |                     |                     |                     |                     |
|  |                         |                                   | LFB                     | Tango Bourges             | 81  | 81                        |                         |                         |                         |                         |  |  |                         |                         |                         |                         |  |  |                     |                     |                     |                     |
|  | LFB                     | Tango Bourges Basket              | LFB                     | Tango Bourges             | 81  | 81                        | 85                      | 85                      |                         |                         |  |  |                         |                         |                         |                         |  |  |                     |                     |                     |                     |
|  | LFB                     | Tango Bourges Basket              | 25 janvier 2014 à 20h00 |                           |     |                           | 85                      | 85                      |                         |                         |  |  |                         |                         |                         |                         |  |  |                     |                     |                     |                     |
|  | LFB                     | Saint-Amand Hainaut               | 59                      | 59                        |     |                           |                         |                         |                         |                         |  |  |                         |                         |                         |                         |  |  |                     |                     |                     |                     |
|  | LFB                     | Saint-Amand Hainaut               | 59                      | 59                        | LFB | Tango Bourges             | 67                      | 67                      |                         |                         |  |  |                         |                         |                         |                         |  |  |                     |                     |                     |                     |
|  | 30 octobre 2013 à 20h00 |                                   |                         |                           | LFB | Tango Bourges             | 67                      | 67                      |                         |                         |  |  |                         |                         |                         |                         |  |  |                     |                     |                     |                     |
|  |                         |                                   | LFB                     | Lattes Montpellier        | 51  | 51                        |                         |                         |                         |                         |  |  |                         |                         |                         |                         |  |  |                     |                     |                     |                     |
|  | LFB                     | Lyon Basket Féminin               | LFB                     | Lattes Montpellier        | 51  | 51                        | 62                      | 62                      |                         |                         |  |  |                         |                         |                         |                         |  |  |                     |                     |                     |                     |
|  | LFB                     | Lyon Basket Féminin               |                         |                           |     |                           |                         | 62                      |                         |                         |  |  |                         |                         |                         |                         |  |  |                     |                     |                     |                     |
|  | LFB                     | Lattes Montpellier                | 66                      | 66                        |     |                           |                         |                         |                         |                         |  |  |                         |                         |                         |                         |  |  |                     |                     |                     |                     |
|  | LFB                     | Lattes Montpellier                | 66                      | 66                        | LFB | Lattes Montpellier        | 77                      | 77                      |                         |                         |  |  |                         |                         |                         |                         |  |  |                     |                     |                     |                     |
|  | 29 octobre 2013 à 20h00 |                                   |                         |                           | LFB | Lattes Montpellier        | 77                      | 77                      |                         |                         |  |  |                         |                         |                         |                         |  |  |                     |                     |                     |                     |
|  |                         |                                   | LFB                     | Flammes Carolo            | 69  | 69                        |                         |                         |                         |                         |  |  |                         |                         |                         |                         |  |  |                     |                     |                     |                     |
|  | LF2                     | Strasbourg Illkirch-Graffenstaden | LFB                     | Flammes Carolo            | 69  | 69                        | 70                      | 70                      |                         |                         |  |  |                         |                         |                         |                         |  |  |                     |                     |                     |                     |
|  | LF2                     | Strasbourg Illkirch-Graffenstaden |                         |                           |     |                           |                         | 70                      |                         |                         |  |  |                         |                         |                         |                         |  |  |                     |                     |                     |                     |
|  | LFB                     | Flammes Carolo                    | 79                      | 79                        |     |                           |                         |                         |                         |                         |  |  |                         |                         |                         |                         |  |  |                     |                     |                     |                     |
|  | LFB                     | Flammes Carolo                    | 79                      | 79                        |     |                           |                         |                         |                         |                         |  |  |                         |                         |                         |                         |  |  |                     |                     |                     |                     |
|  |                         |                                   |                         |                           |     |                           |                         |                         |                         |                         |  |  |                         |                         |                         |                         |  |  |                     |                     |                     |                     |

### Finale
| 10 mai 2014 18h05 CEST | Live Stats | ESB Villeneuve-d'Ascq                                                              | 48-57                               | Tango Bourges                                                                  |  | Stade Pierre-de-Coubertin, Paris 13e Affluence : 4 000 Arbitres : ? |
| 10 mai 2014 18h05 CEST | Live Stats | Score par quart-temps : 11-14, 20-19, 11-13, 6-11                                  |                                     |                                                                                |  | Stade Pierre-de-Coubertin, Paris 13e Affluence : 4 000 Arbitres : ? |
| 10 mai 2014 18h05 CEST | Live Stats | Score par mi-temps : 31-33, 17-24                                                  |                                     |                                                                                |  | Stade Pierre-de-Coubertin, Paris 13e Affluence : 4 000 Arbitres : ? |
| 10 mai 2014 18h05 CEST | Live Stats | Emma Meesseman, 13 Laëtitia Kamba, 7 Johanne Gomis-Halilovic, 5 Olayinka Sanni, 12 | Points Rebonds Passes d. Évaluation | Nwal-Endéné Miyem, 20 Céline Dumerc, 8 Céline Dumerc, 10 Nwal-Endéné Miyem, 20 |  | Stade Pierre-de-Coubertin, Paris 13e Affluence : 4 000 Arbitres : ? |

### Vainqueur
| Vainqueur de la Coupe de France 2013-2014 Tango Bourges Basket 8e victoire |